# فرندیل، راندا سینون تاف
فرندیل (به انگلیسی: Ferndale) یک منطقهٔ مسکونی در بریتانیا است که در روندا کنون تاو واقع شده‌است. فرندیل ۴٬۱۷۸ نفر جمعیت دارد.